# Rękoczyn Heimlicha

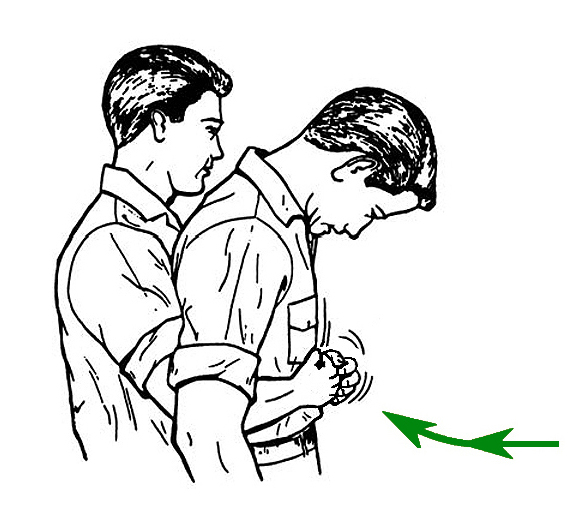
Manewr Heimlicha

Rękoczyn, manewr, chwyt Heimlicha – technika pomocy przedlekarskiej stosowana przy zadławieniach. Polega na wywarciu nacisku na przeponę, w celu sprężenia powietrza znajdującego się w drogach oddechowych i „wypchnięcia” obiektu znajdującego się w tchawicy. Manewr Heimlicha, z racji na potencjalną możliwość uszkodzenia trzewi jamy brzusznej, stosowany jest zwykle tylko wtedy, gdy inne metody zawiodły (takie, jak np. opukiwanie po plecach).
Rękoczyn ten wykonuje się zależnie od wieku poszkodowanego – kluczowe znaczenie ma tutaj wielkość ciała pacjenta. W przypadku osób dorosłych ratownik staje za ofiarą wypadku i obejmuje ją rękoma na wysokości pasa, układa obie swoje ręce w pięść, między pępkiem a żebrami poszkodowanego, tak aby możliwe było uciskanie przepony ku górze, po czym energicznie i szybko uciska przeponę. U dzieci przeponę uciska się jedną ręką (z palcami zwiniętymi w pięść), a drugą, otwartą przytrzymuje się dziecko na plecach.
Zalecane jest stosowanie manewru Heimlicha wobec własnej osoby w przypadku, gdy niemożliwe jest uzyskanie pomocy od drugiego człowieka. Przy uciskaniu przepony można wykorzystać kant blatu lub innego sprzętu będącego w pobliżu.
Przy niepodjętej pomocy przedmedycznej ofiara może umrzeć w ciągu 5 minut od momentu zadławienia.
Nazwa rękoczynu pochodzi od nazwiska lekarza Henry'ego Heimlicha, który opisał tę metodę w 1974 roku, a własnoręcznie zastosował w sytuacji zagrożenia życia innej osoby niedługo przed swoją śmiercią.